# Mario Delpozzo
Mario Delpozzo, talvolta erroneamente scritto Del Pozzo (Villafalletto, 21 marzo 1902 – Cuneo, 10 novembre 1984) è stato un politico italiano.

## Biografia
Nato nel 1902 a Villafalletto, professore, ha preso parte alla Resistenza come partigiano nella banda attiva nella valle Pesio e in seguito come militante nel Gruppo divisioni autonome "Rinnovamento". Aderì alla Democrazia Cristiana e venne più volte eletto al consiglio comunale di Cuneo. Dal 1951 al 1965 fu per tre mandati sindaco della città.